# Jardim América
Jardim América és un barri de la Zona de la Leopoldina, regió històrica de la Zona Nord del municipi de Rio de Janeiro.
Limita amb els barris: Pavuna, Irajá, Vigário Geral i Parque Colúmbia. El barri és predominantment residencial, però té empreses del sector de serveis, connectades sobretot al transport viari.
El seu IDH, l'any 2000, era de 0,839 - el 58 millor del municipi de Rio.

## Història
El barri va ser creat el 1957 a partir d'un pla de urbanització del Projeto de Arruamento i Loteamento (PAL) Proletário, denominat "Jardim América". El terreny era situat a prop de la Carretera President Dutra i limitat pel riu Acari i per la carretera de Vigário Geral. En el total van ser creats 39 carrers, 2782 propietats residencials, 124 comercials i 90 industrials, travessats pel riu dels Cachorros i línies de transmissió elèctrica de l'empresa LIGHT.
El 2017, les comunitats Parque Furquim Mendes i Bairro Proletário do Dique, situades en el barri veí Vigário Geral, van ser previstes pel programa Favela Bairro.

## Geografia
El Jardí Amèrica té una geografia predominantment plana. El barri va ser planejat, el que significa que va tenir una ocupació, almenys al principi, ordenada i està servit amb infraestructura d'aigua, clavegueram i electricitat i també recollida regular d'escombraries per la Companyia Municipal de Neteja Urbana (Comlurb). Els carrers són amples, hi ha normalització de voreres i la distància de les cases en relació al mur també és reglamentada. El desplaçament en el barri és fàcil: les cases estan numerades, els seus carrers, tenen els seus noms dedicats a compositors de música clàssica, com Richard Strauss, Baró Cearense, Baró de Studart i religiosos com el Pare Boss i Pare Peronelle.
Dos rius travessen el barri: el Riu Acari, que desemboca en el Riu Pavuna-Meriti i finalment aquest últim corre en direcció a la Badia de Guanabara. El Riu Acari constitueix la frontera natural entre el barri de Jardim América i el de Pavuna. I el Riu Pavuna-Meriti és la frontera natural entre Jardim América i la ciutat de Duque de Caxias.

## Població
La població del barri és bastant diversificada, compte amb molts immigrants dels nord i miners. Es pot dir que una part considerable de la població pertany a la classe mitjana i a la classe mitjana baixa.
La població es manté relativament estable, amb 25.946 habitants el 2000, passant a 25.226 habitants el 2010.

## Problemàtiques
El barri presenta alguns dèficits. Entre els quals l'estructura viària i el sistema de transport públic, seguretat pública i manca de planificació de la seva expansió urbana, com també l'expansió dels seus serveis públics per a una creixent població són temes de l'agenda local. Altres problemes són d'espais verds, com Parcs arbrats, contaminació dels seus rius i esclat de la canonada d’aigua potable i dèficits en els seus sistema de clavegueram.